# Eschata conspurcata
Eschata conspurcata là một loài bướm đêm trong họ Crambidae.